# Hieronymus David Gaubius
Hieronymus David Gaubius (ou Jérôme Gaub), né le 24 février 1705 à Heidelberg et mort le 29 novembre 1780 à Leyde est un médecin et chimiste allemand dont la carrière s'est déroulée principalement en Hollande (Provinces-Unies).

## Biographie
Issu d'une riche famille protestante, il est le fils d'un chapelier, Johann Christoph Gaub, également actif dans son église dont il est le plus ancien président et d'Anna Katharina, veuve Nagel. Il reçoit sa première instruction à l'école catholique jésuite de Heidelberg, mais, pour des raisons religieuses, son père souhaite le voir poursuivre son éducation auprès d'August Hermann Francke, dans un orphelinat de Halle. La rigueur de l'enseignement dans cet établissement n'éveille rien chez le jeune Gaub qui puisse laisser prévoir son développement intellectuel ultérieur : en effet  Francke dira plus tard à son père qu'il ne serait bon qu'à devenir un marchand et n'avait aucune aptitude pour se lancer dans une carrière académique. C'est ce qui décide son père à l'envoyer à Amsterdam, où l'oncle de Hieronymus, Johannes Gaub est médecin de ville. Cette profession fait naître chez le jeune Gaub un certain intérêt pour la science médicale. Avec le consentement de son père, il commence ses études de médecine à l'université de Harderwijk où il s’inscrit le 1er juin 1722. Il y suit un certain nombre de conférences, en particulier celles de Bartholomaeus de Moor (1649-1724). Un an plus tard, il change d'établissement  pour rejoindre l'université de Leyde où siège à cette époque le plus ancien centre médical d'Europe et où il est l'élève d'Hermann Boerhaave (1668–1738), d’Hermann Oosterdijk Schacht (1679-1744), de Bernhard Siegfried Albinus (1697–1770) et de David van Royen (1727-1799).

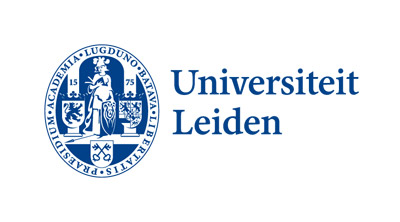
Le sceau de l'université de Leyde, où Gaubius a effectué toute sa carrière académique.

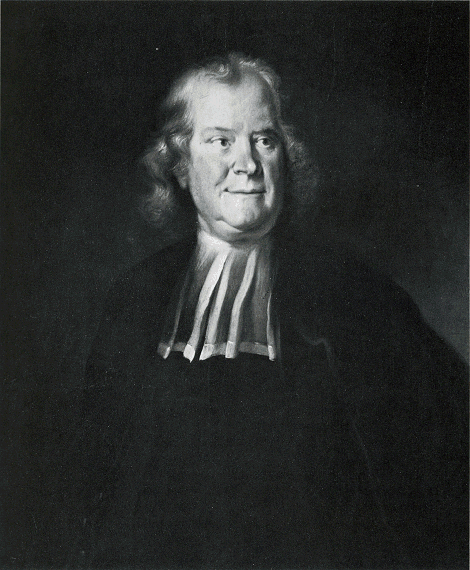
Hermann Boerhaave (1668–1738) fut le maître de Gaubius qui prit sa succession en 1730 à la Chaire de Chimie de Leyde. Portrait de Cornelis Troost (1697–1750), Boerhaave Museum, Leyde

Par son ardeur et son application aux études, il gagne l'estime de ses maîtres et devient l'élève préféré de Boerhaave. C'est sous la direction de ce dernier qu'il obtient, le 24 août 1725 à Leyde, son doctorat en médecine en soutenant une thèse sur la médecine psychosomatique intitulée : Dissertatio, qua idea generalis solidarum humani corporis partiur exhibitur. Ce travail critique l'animisme et l'harmonie préétablie de Georg Ernst Stahl (1659-1734) et fera plus tard l'objet d'une publication. Après sa soutenance il va poursuivre sa formation clinique durant une année à Paris. Après un bref séjour à Strasbourg et à Heidelberg, il retourne aux Provinces-Unies pour y pratiquer la médecine. Sur les conseils de son oncle, il s'installe à Deventer, où il est nommé médecin municipal (Stadtphysikus).
Lorsqu'en 1727 une épidémie meurtrière se déclare à Amsterdam, les responsables de cette ville y appellent Gaubius pour y organiser les soins. C'est pour lui l'occasion de faire la démonstration de ses connaissances scientifiques et de ses aptitudes à les mettre en pratique. Son intervention efficace réussit pleinement à convaincre les autorités qu'il méritait bien leur confiance. Ceci lui vaudra, trois ans plus tard (en 1730), sa nomination comme successeur de Boerhaave au poste de professeur de chimie de l'université de Leyde. Il entre en fonction le 21 mai 1731 avec une leçon inaugurale intitulée :  « Oratio, qua ostenditur, Chemiam artibus academicis jure esse ». Le 20 septembre 1734, il est nommé professeur de pathologie médicale. En 1764, il cesse d'enseigner la chimie tout en conservant la direction du laboratoire de chimie, même lorsque Gualtherus van Doeveren (1730-1783) vient à Leyde pour le remplacer comme professeur. Le 20 mai 1775, ayant atteint la limite d'âge, il est destitué de sa chaire par les curateurs de l'université de Leyde.
En 1760, il devient le médecin personnel du prince Guillaume V d'Orange. Sa renommée est telle que la tsarine Élisabeth essaye en vain d'en faire également son médecin attitré. Gaubius assure en outre des tâches administratives à l'université de Leyde dont il est le recteur en 1746, 1762 et 1774. À l'occasion de la cessation de ses mandats, il prononce, les deux premières fois un discours intitulé « De regimine mentis quod medicorum est » (publié en 1764) et la dernière fois, le 9 février 1775 un autre discours intitulé : « De admirandis divinae providentiae documentis in condenda, tuenda et amplificanda Academia Lugduno-Batava ».
Dans les années 1770, il a pour élève le célèbre médecin suisse Louis Odier, qui prépare les bases de la contribution suisse aux tables de la mortalité.

## Œuvres
Un de ses travaux les plus connus est  Institutiones Pathologiae medicinalis, un ouvrage de  pathologie systématique publié en 1758 resté populaire durant de nombreuses années.

## Source de la traduction
- (de) Cet article est partiellement ou en totalité issu de l’article de Wikipédia en allemand intitulé « Hieronymus David Gaub » (voir la liste des auteurs).